# استبدال الكتف العكسي
استبدال الكتف العكسي هو نمط من أنماط استبدال الكتف، تُعكس فيه العلاقة الطبيعية للكرة والتجويف في مفصل الكتف (المفصل الحقاني العضدي)، ما يساهم في إنشاء مفصل أكثر استقرارًا يمتاز بنقطة ارتكاز ثابتة. يُستخدم هذا النمط لاستبدال الكتف في الحالات التي تؤدي فيها جراحة استبدال الكتف التقليدية إلى نتائج سيئة وتكون معدلات فشلها مرتفعة.
يُعد استبدال الكتف العكسي في الأصل إجراءً إنقاذيًا، وأدى الجمع بين ميزات التصاميم المحسّنة وبيانات النتائج السريرية الممتازة إلى تفضيل إجراء استبدال الكتف العكسي بصورة متزايدة ليحل مكان عملية التقويم النصفي للكتف في معظم الحالات، وأصبح إلإجراء بديلًا عن استبدال الكتف التشريحي التقليدي في دول كثيرة، ليصبح أشيع عمليات استبدال الكتف.

## الاستخدامات الطبية
تاريخيًا، كان السبب الأساسي لإجراء استبدال الكتف العكسي هو اعتلال مفصل الكفة المدورة، والذي ينشأ من التهاب المفاصل الحقاني العضدي المتقدم نتيجة لوجود تمزق كبير في الكفة المدورة. نظرًا لأن الاستبدال العكسي للكتف أصبح أشيع من السابق، فقد توسعت الاستطبابات لتشمل «شلل الكتف الكاذب» الناجم عن تمزق كبير في الكفة المدورة، وأيضًا كسور الكتف وفقدان العظم الشديد في الكتف أو عظم العضد، ما يحول دون استخدام الغرسات القياسية وفشل إجراءات استبدال الكتف السابقة.

## الأساليب الجراحية
يجري الأطباء العملية اعتمادًا على النهج الدالي الصدري، وذلك عبر إنشاء فراغ بين العضلة الدالية والعضلة الصدرية الرئيسة. تُفصل عادةً العضلة تحت الكتف، وهي عضلة من أربع عضلات في الكفة المدورة، بقصد إجراء هذه العملية. يحضّر الأطباء عظمي العضد والكتف الأصليين باستخدام آلات دقيقة بطريقة تتيح استيعاب الغرسات الخاصة. في نهاية الإجراء، يصلح الأطباء العضلة تحت الكتف، رغم أن بعض الجراحين ينصحون بعدم إصلاح هذه العضلة بسبب التوتر الزائد المطبَّق عليها، والذي تسببه الآليات المعدَّلة لتصميم الكتف العكسي.
من الجدير بالذكر أن هذه الظاهرة مرتبطة بالزرع، إذ تتضارب بعض التصاميم الخاصة بالكتف العكسية مع التركيبة التشريحية الطبيعية بصورة كبيرة، وتحاول بعض التصاميم الأخرى جعل التصميم التشريحي أقرب إلى ما يعد تصميمًا تشريحيًا طبيعيًا.

### الغرسات
تتكون غرسات الكتف العكسية الحديثة من أجزاء متعددة. توضع صفيحة قاعدية معدنية على عظم لوح الكتف وتنمو في العظم الحقاني الأصلي، وتوضع مسامير و/أو أوتاد لتثبت هذا العظم في مكانه، ومكوِّن معدني دائري حقاني يُجمَع بينه وبين لوح الكتف الأساسي بعدة آليات مختلفة. توضع على عظم العضد عادةً بطانة مقعرة من البولي إيثيلين، تتمفصل مع الغلاف الوليدي المحدب وترتبط بجذع عضدي ينمو في عظم العضد الأصلي أو يُثبّت في مكانه. توضع ضمن هذا الهيكل الأساسي عدة أشكال مختلفة من الغرسات، ولا يوجد حتى اليوم إجماع على التصميم الأفضل لهذه الغرسات، رغم أن العديد من الدراسات أظهرت بعض الفوائد المرتبطة بتصاميم معينة. أحد هذه الأنظمة الحديثة لزرع الكتف العكسي هو آلتيفيت ريفرس. توجد معلومات إضافية عن هذا النظام على موقع دي جيه أوه على الإنترنت.

## التاريخ
طور العلماء إجراء استبدال الكتف التقليدي (الذي يُعرف باسم استبدال الكتف التشريحي) لعلاج التهاب المفاصل الحقاني العضدي، وينطوي هذا الإجراء على إعادة تسطيح الرأس العضدي الأصلي والعظم الحقاني لإنشاء أسطح مفصلية ناعمة، ما يتيح تخفيف الآلام ويساعد على تحسين نطاق الحركة. أُجريت تغييرات في هذا الإجراء في بدايات عام 1883. رغم التحسن السريري الكبير الذي يشعر به معظم المرضى باستخدام هذا النهج، عانى المرضى المصابون بتمزقات كبيرة في الكفة المدورة من نتائج سيئة بسبب فقدان الاستقرار الذي توفره هذه العضلات.
في عام 1972، صمم جراح العظام الأمريكي تشارلز س. نير بديلًا للكتف يمتاز بنقطة ارتكاز ثابتة، بطريقة معاكسة لهندسة الكرة والتجويف. لسوء الحظ، أدى تصميمه إلى العديد من الإخفاقات في البداية، ما دفعه إلى التخلي عن هذا الأسلوب. طور العديد من الجراحين الآخرين في مختلف أنحاء العالم لاحقًا غرسات بتصاميم على الكرات والتجاويف عكسية، ورغم تحقيق بعضها لنتائج جيدة إلى حد معقول، لم يكتسب هذا المفهوم أي أثر كبير إلى أن طور الجراح الفرنسي بول غرامونت العضو الاصطناعي المسمى «ترومبيت» في عام 1985. طُوِّر العضو الاصطناعي لاحقًا وأجريت تعديلات عليه ليصبح اسمه دلتا 3 في عام 1991. انتشر تصميم الكرة والتجويف العكسي الذي طوره بول غرامونت وبدأ يُظهِر نتائج موثوقة، ودفعه ذلك لاحقًا إلى تطوير ما يُعرف باسم «مبادئ غرامونت»، والتي كانت عبارة عن مجموعة من القواعد التي تشرح لماذا كان ذلك العضو الاصطناعي فعالًا ولماذا فشلت تصاميم الكرة والتجويف العكسية الأخرى.
في عام 1998، بدأ جراح العظام الأمريكي مارك فرانكل بتصميم عضو اصطناعي يعتمد على مفهوم التصميم العكسي للكرة والتجويف دون الالتزام بمبادئ غرامونت التقليدية. بدأ بعملية تسجيل براءة اختراع لهذا الجهاز، والذي سمي آر إس بّي (ريفرس شولدر بروسثيسيس)، في عام 2002. شكك كثيرون في فعالية هذا التصميم ورأوا أنه سيؤدي إلى معدلات فشل أعلى، وأدى ذلك إلى جدل ونقاشات ضمن مجال تقويم العظام. بعد أن تحقق من صحة نظرياته عبر دراسات علمية دقيقة وإجراء العديد من التعديلات المهمة على تصميمه، طور فرانكل لاحقًا غرسة جديدة أوجد فيها حلولًا لمشكلات تصميم الأعضاء الاصطناعية التي تتبع تصميم غرامونت، وكان لهذه الغرسة معدل بقاء ممتاز. منذ ذلك الوقت، أثبتت دراسات عدة مزايا مبادئ تصميمه، وظهر أثر مبادئ تصميم فرانكل أيضًا في العديد من غرسات الكتف العكسية من الجيل الحديث.
بعد النتائج الجيدة في علاج اعتلال مفصل الكفة المدورة، توسعت مجالات إجراء تقويم مفصل الكتف العكسي أيضًا لتشمل مختلف الحالات التي تتعرض فيها وظيفة الكفة المدورة للخطر، مثل الكسور غير القابلة للإصلاح في عظم العضد القريب، ومضاعفات الكسور، وإعادة تقويم مفصل الكتف، وعدم استقرار الكتف، والتهاب المفاصل وأورام عظم العضد القريبة من تلك المنطقة.